# Eero Saarinen
Eero Saarinen (Kirkkonummi, 1910. augusztus 20. – Ann Arbor, 1961. szeptember 1.) finn-amerikai építész és ipari formatervező, a modern építészet jelentős alakja, aki számos innovatív épület és emlékmű tervét készítette el. Jelentősebb munkái a General Motors műszaki központja; a Washington Dulles nemzetközi repülőtér utasterminálja; a TWA Flight Center (ma TWA Hotel) a John F. Kennedy Nemzetközi Repülőtéren; a Vivian Beaumont Színház a Lincoln Centerben; és a Gateway Arch emlékmű St. Louisban. Apja a legjelentősebb finn szecessziós építész, Eliel Saarinen volt.

## Élete
Eero Saarinen 1910. augusztus 20-án született a finnországi Hvitträskben (amely akkor még az Orosz Birodalom része volt) Eliel Saarinen finn építész és második felesége, Louise gyermekeként, apja 37. születésnapján. Eero apját követve 1923-ban, tizenhárom évesen költözött az Egyesült Államokba. A michigani Bloomfield Hillsben nőtt fel, ahol apja tanított és a Cranbrook Művészeti Akadémia dékánja volt. Itt szobrászati és bútortervezési kurzusokat vett fel, és szoros kapcsolatot ápolt diáktársaival, Charles és Ray Eames tervezőkkel, és jó barátságot kötött Florence Knoll (született Schust) építésznővel.
Saarinen 1929 szeptemberében kezdte meg szobrászati tanulmányait a párizsi Académie de la Grande Chaumière-ben, Franciaországban, majd a Yale School of Architecture-ben folytatta tanulmányait, amelyeket 1934-ben fejezett be, ezt követően két év alatt bejárta Európát és Észak-Afrikát, valamint egy ideig Helsinkiben dolgozott Jarl Eklund építész irodájában, ahol a Svéd Színház átalakítását felügyelte (1936). Ugyanebben az évben visszatért az Egyesült Államokba, hogy apja építészirodájában dolgozzon.
Saarinen 1940-ben az Egyesült Államok honosított állampolgárává vált.
1939-ben Saarinen feleségül vette Lilian Swann szobrászt. Két gyermekük született, Eric és Susan Saarinen. Házasságuk 1954-ben válással végződött. Ugyanebben az évben Saarinen feleségül vette Aline Bernstein Louchheimet, a The New York Times művészeti kritikusát. Saarinen akkor ismerkedett meg Louchheimmel, amikor a nő Detroitba jött, hogy interjút készítsen vele a nemrég elkészült General Motors Műszaki Központhoz való hozzájárulásával kapcsolatban. Saarinennek és Louchheimnek egy közös fia született, akit Eamesnek neveztek el Saarinen munkatársa, Charles Eames után Eero és Aline Saarinenre az építészethez, a formatervezéshez és a kritikához való hozzájárulásuk mellett szeretetteljes és részletes személyes irataik énaplóik miatt is emlékeznek, amelyeket az Amerikai Művészeti Archívumban őriznek.
Saarinen 1961. szeptember 1-jén, 51 éves korában halt meg, miközben a michigani Ann Arborban agydaganat miatt műtéten esett át. Ekkor éppen a Michigani Egyetem Zenei, Színházi és Tánciskolájának új zenei épületének befejezését felügyelte.

## Munkássága
Európai és észak-afrikai körútja után Saarinen visszatért Cranbrookba, hogy apjának dolgozzon és az akadémián tanítson. Apja cégét, a Saarinen, Swanson and Associates-t Eliel Saarinen és Robert Swanson vezette az 1930-as évek végétől Eliel 1950-ben bekövetkezett haláláig, és székhelye a Michigan állambeli Bloomfield Hillsben volt 1961-ig, amikor a céget a Connecticut állambeli Hamdenbe költöztették.
Még az apjának dolgozva Saarinen először a Charles Eames-szel közösen tervezett székével szerzett elismerést formatervezői képességeiről, amely 1940-ben első helyezést ért el az Organic Design in Home Furnishings versenyen. A Tulip széket, mint az összes többi Saarinen széket, a Knoll bútorgyártó vállalat vette gyártásba, amelyet Hans Knoll alapított, aki feleségül vette a Saarinen család barátját, Florence (Schust) Knollt. Apjánál dolgozva további figyelmet kapott még, amikor 1948-ban első díjat nyert a St. Louis-i Gateway Arch Nemzeti Park (akkor még Jefferson Nemzeti Expanzió Emlékmű) tervezésére kiírt pályázaton. Maga a Gateway Arch emlékmű csak az 1960-as években készült el. A verseny díját tévesen az apjának címezték, mivel ő és az apja külön-külön neveztek a versenyre.
A Knoll-lal való hosszú együttműködése során számos fontos bútordarabot tervezett, köztük a Grasshopper társalgószéket és ottománt (1946), a Womb széket és ottománt (1948), a Womb ülőgarnitúrát (1950), oldalsó és karosszékeket (1948-1950), valamint a leghíresebb Tulip vagy Pedestal csoportot (1956), amely oldalsó és karosszékeket, étkező-, kávé- és oldalsó asztalokat, valamint egy zsámolyt tartalmazott. Mindezek a tervek rendkívül sikeresek voltak, kivéve a Grasshopper társalgószéket, amely bár 1965-ig gyártásban maradt, nem aratott nagy sikert.
Saarinen egyik legkorábbi, nemzetközi elismerést kiváltó munkája az Illinois állambeli Winnetkában található Crow Island School (1940). Saarinen első nagyobb munkája az apjával együttműködve a General Motors műszaki központja volt a Michigan állambeli Warrenben, amely a racionalista design Mies van der Rohe-féle stílusát követi, acél és üveg felhasználásával, de a kék két árnyalatában pompázó panelek motívumával. A GM Műszaki Központ 1956-ban épült, Saarinen modelleket használt, amelyek lehetővé tették számára, hogy megossza elképzeléseit másokkal, és összegyűjtse más szakemberek véleményét.
A projekt sikerével Saarinent ezután más nagy amerikai vállalatok, például a John Deere, az IBM/IBM Rochester és a CBS is felkérte, hogy tervezze meg új székházaikat vagy más nagyvállalati épületeiket. Az általános racionális tervezési filozófia ellenére a belső terek általában drámai, lendületes lépcsőházakat, valamint Saarinen által tervezett bútorokat, például a Pedestal-sorozatot tartalmazták. Az 1950-es években egyre több megbízást kapott amerikai egyetemektől egyetemi kampuszok és egyedi épületek tervezésére. Ezek közé tartozik a Birch Hall az Antioch College-ban, a Noyes kollégium a Vassarban és a Hill College House a Pennsylvaniai Egyetemen, valamint az Ingalls jégpálya, az Ezra Stiles és a Morse College a Yale Egyetemen, a Concordia Senior College Fort Wayne-ben, Indianában, az MIT kápolna és a Kresge Auditorium az MIT-ben, valamint a Chichagói Egyetem Law School épülete és tere.
Saarinen tagja volt az 1957-es Sydney-i Operaház pályázatának zsűrijének, és döntő szerepet játszott az akkor még ismeretlen dán építész, Jørn Utzon ma már nemzetközileg ismert tervének kiválasztásában. Egy zsűri, amelyben még  nem volt benne Saarinen, az első körben elutasította Utzon tervét; ő  később átnézte az általuk elutasított terveket, felismerte Utzon tervének minőségét, és végül biztosította a megbízását.
Apja 1950 júliusában bekövetkezett halála után Saarinen megalapította saját építészirodáját, az Eero Saarinen and Associates-t, melyben egészen haláláig ő volt a főtervező. Az iroda számos jelentős munkát alkotott, köztük a Bell Labs Holmdel Complexet a New Jersey állambeli Holmdel Townshipben; a Gateway Archot a Missouri állambeli St. Louisban; a Miller House-t az Indiana állambeli Columbusban; a John F. Kennedy Nemzetközi Repülőtér TWA Flight Centerét, amelyen Charles J. Parise-szal együtt dolgozott; a Washington Dulles Nemzetközi Repülőtér főterminálját; és a régi athéni repülőtér, az Ellinikon nemzetközi repülőtér 1967-ben megnyitott új Keleti Légi Terminálját. E projektek közül gyakran használtak láncgörbéket a szerkezeti tervekben.
1949-ben és 1950-ben Saarinen az akkor még új Brandeis Egyetem megbízásából elkészítette a campus főtervét. 1949-ben és 1950-ben Saarinen A Foundation for Learning: Planning the Campus of Brandeis University (1949; második kiadás 1951), amelyet Maciej Nowickivel közösen dolgozott ki, egy központi egyetemi komplexumot kívánt, amelyet egy perifériás út mentén elhelyezkedő lakóövezetek vesznek körül. A terv soha nem épült meg, de hasznos volt az adományozók bevonzásához. Saarinen mégis épített néhány lakóépületet a campuson, köztük a Ridgewood Quadrangle-t (1950), a Sherman Student Centert (1952) és a Shapiro Dormitory at Hamilton Quadrangle-t (1952). Ezeket azonban a későbbiekben vagy lebontották, vagy alaposan átalakították.
Egyik legismertebb vékony héjú betonszerkezete az MIT Kresge Auditoriuma. Egy másik vékony héjú szerkezet az Ingalls Rink a Yale Egyetemen, amely egyetlen betongerinchez csatlakozó függőkábelekkel rendelkezik, és amelyet „a bálna” becenévvel illetnek. Leghíresebb munkája a John F. Kennedy Nemzetközi Repülőtéren található TWA Flight Center, amely korábbi terveinek csúcspontját jelenti, és zsenialitását az egyes épületek végső céljának kifejezésére, amit ő „a munkához való stílusnak” nevezett. 2019-ben a terminált a TWA Hotellé alakították át, és Saarinen által tervezett bútorokkal rendezték be.
Saarinen tervezte a New York állambeli Buffalóban a Kleinhans Music Hallt apjával, Eliel Saarinennel együtt. Ő tervezte továbbá az Egyesült Államok korábbi londoni nagykövetségét, amely 1960-ban nyílt meg, valamint az Egyesült Államok korábbi oslói nagykövetségét.
Saarinen apjával, anyjával és nővérével együtt dolgozott a michigani Bloomfield Hillsben található Cranbrook campus elemeinek tervezésén, beleértve a Cranbrook School, a Kingswood School, a Cranbrook Art Academy és a Cranbrook Science Institute épületeit. Eero ólomüveg tervei az egész kampuszon az épületek kiemelkedő díszei.

## Galéria

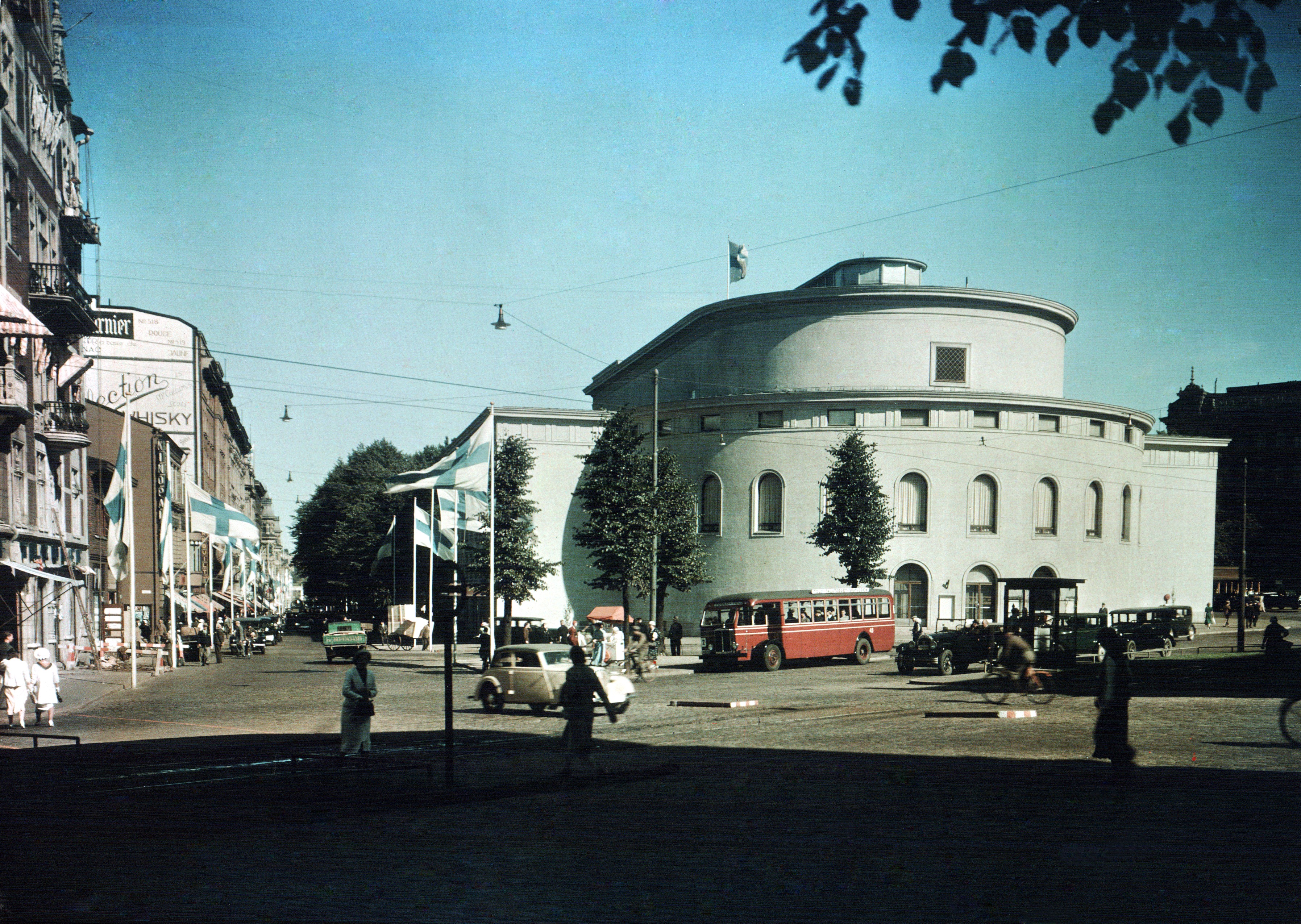
Svéd Színház, Helsinki
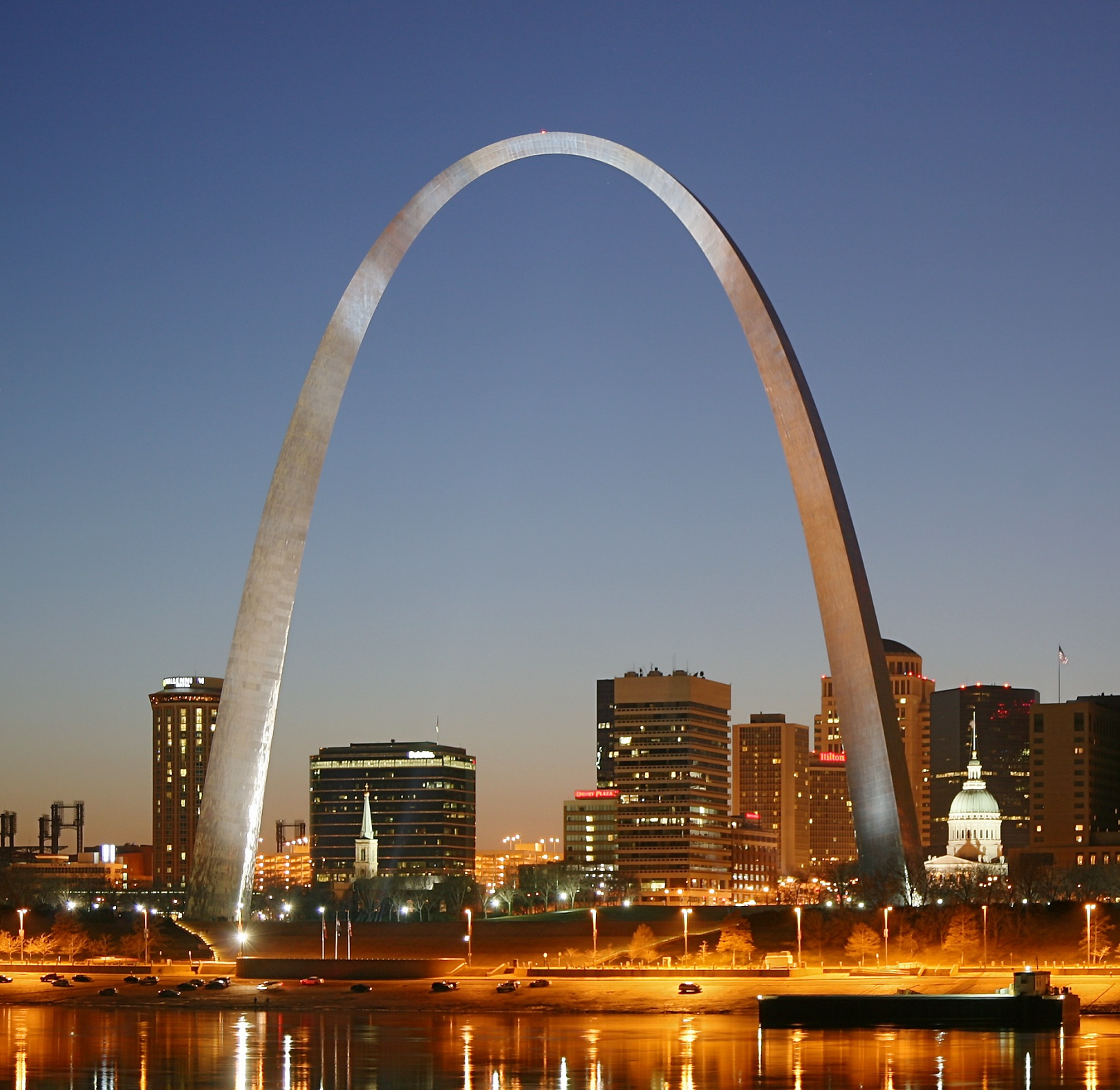
Gateway Arch, St. Louis
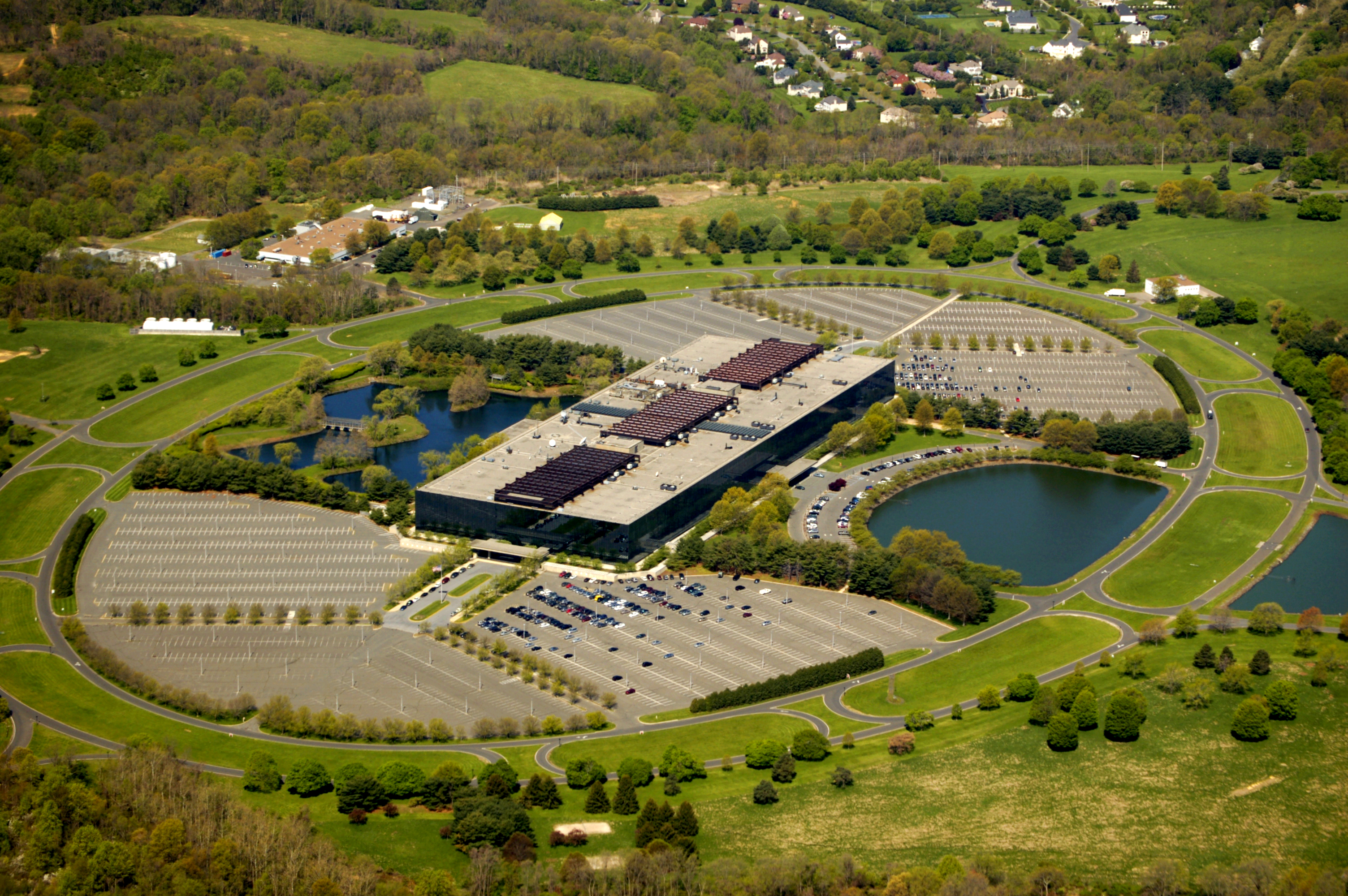
Bell Labs, Holmdel
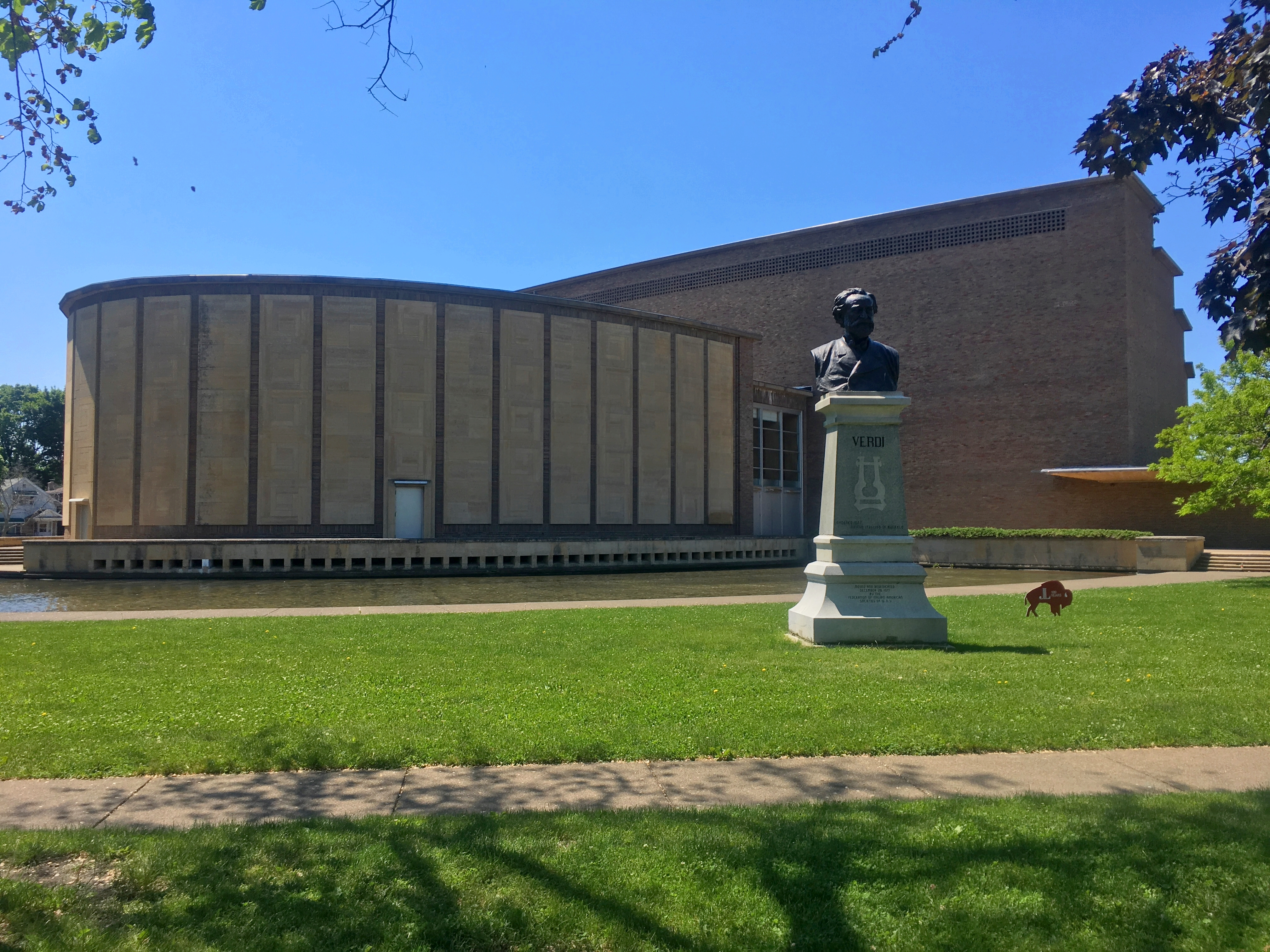
Kleinhans Music Hall
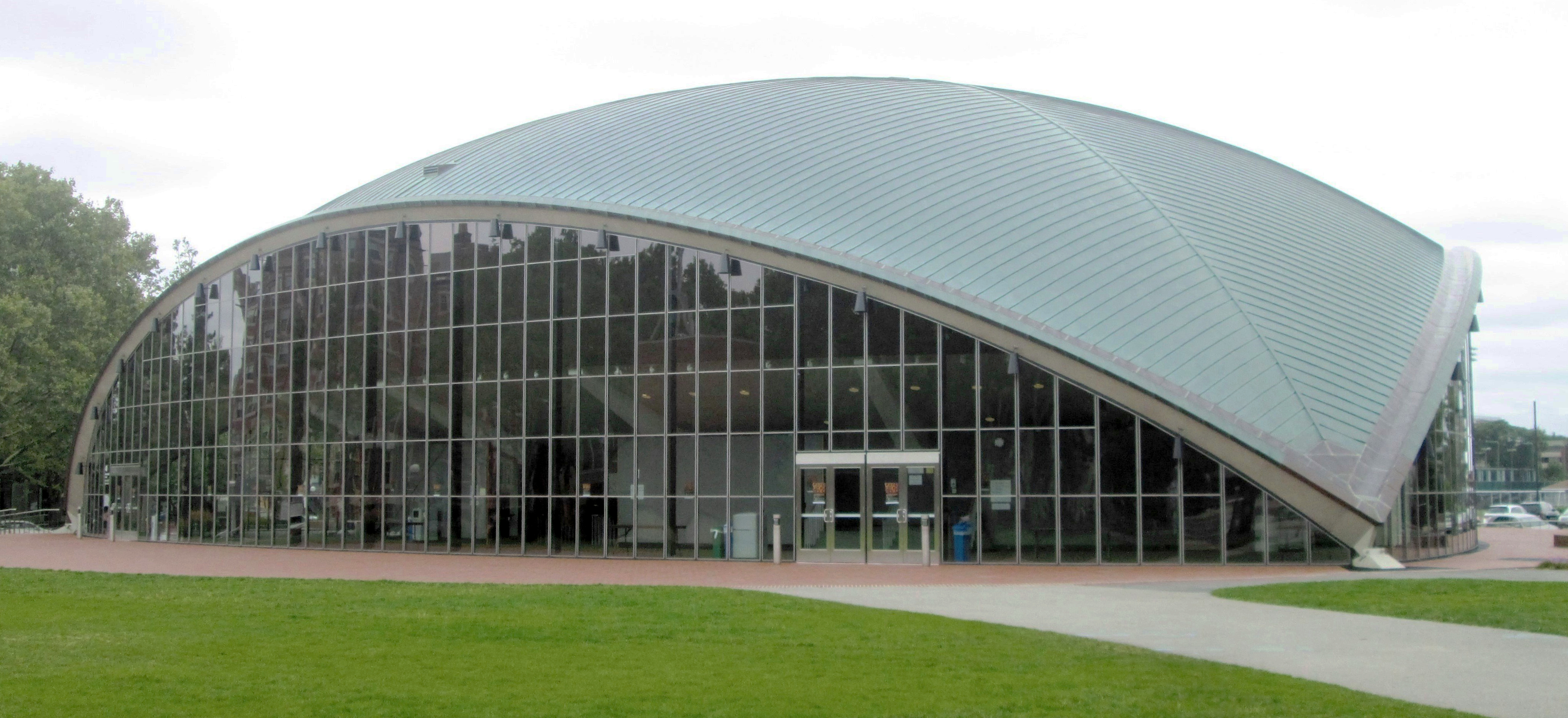
MIT Kresge Auditorium
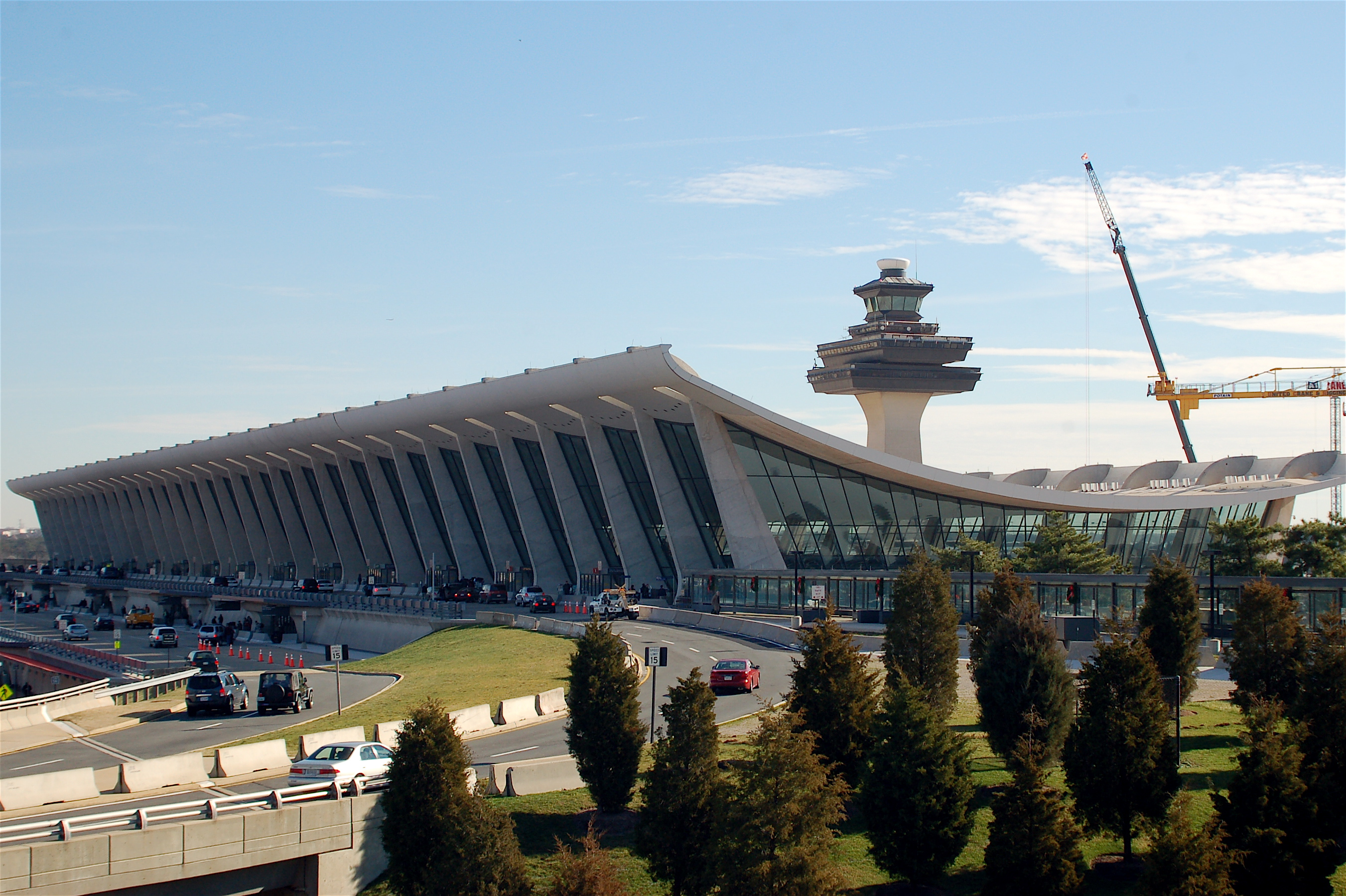
Washington Dulles nemzetközi repülőtér főterminál
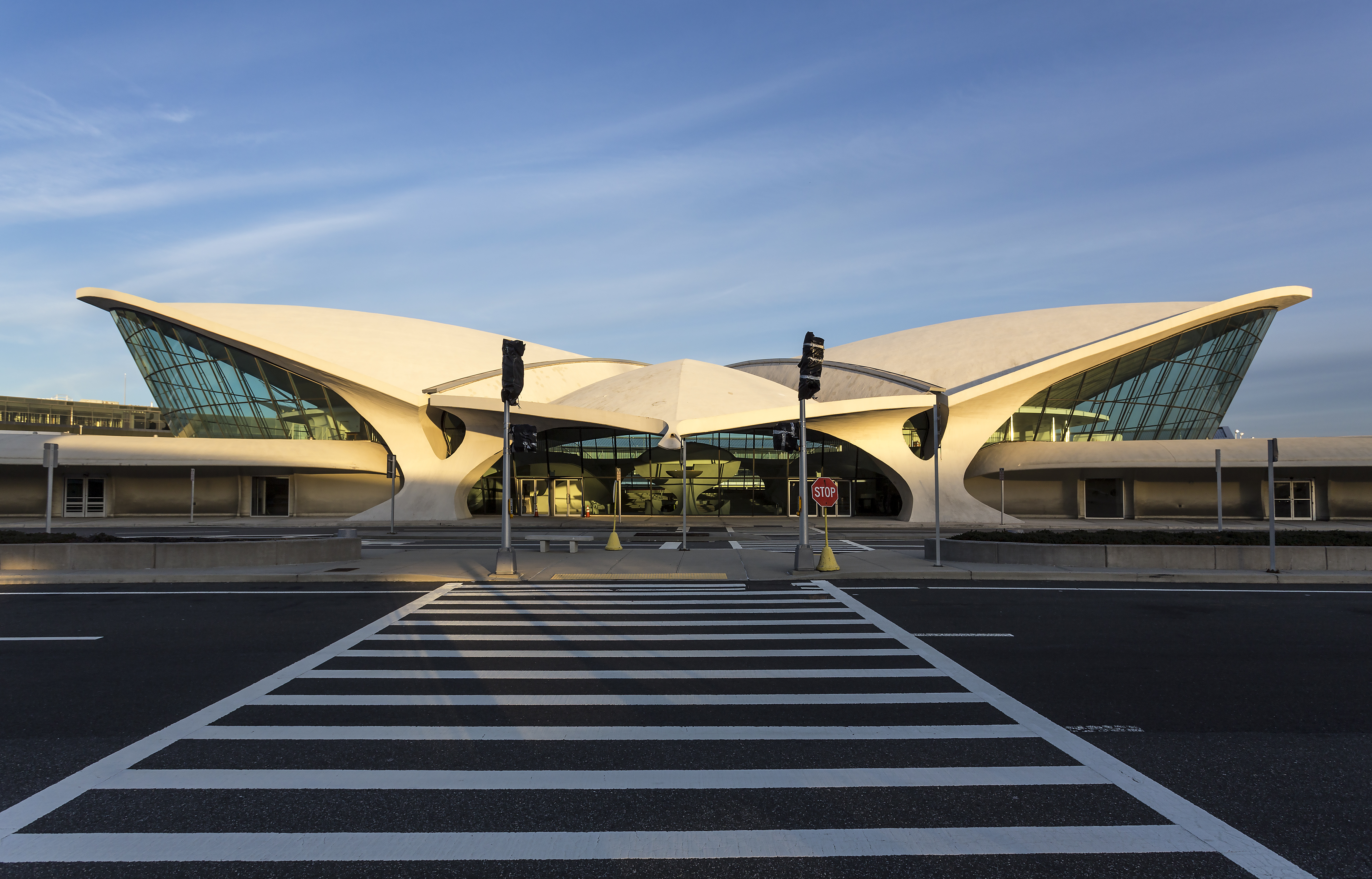
TWA Flight Center, John Fitzgerald Kennedy nemzetközi repülőtér
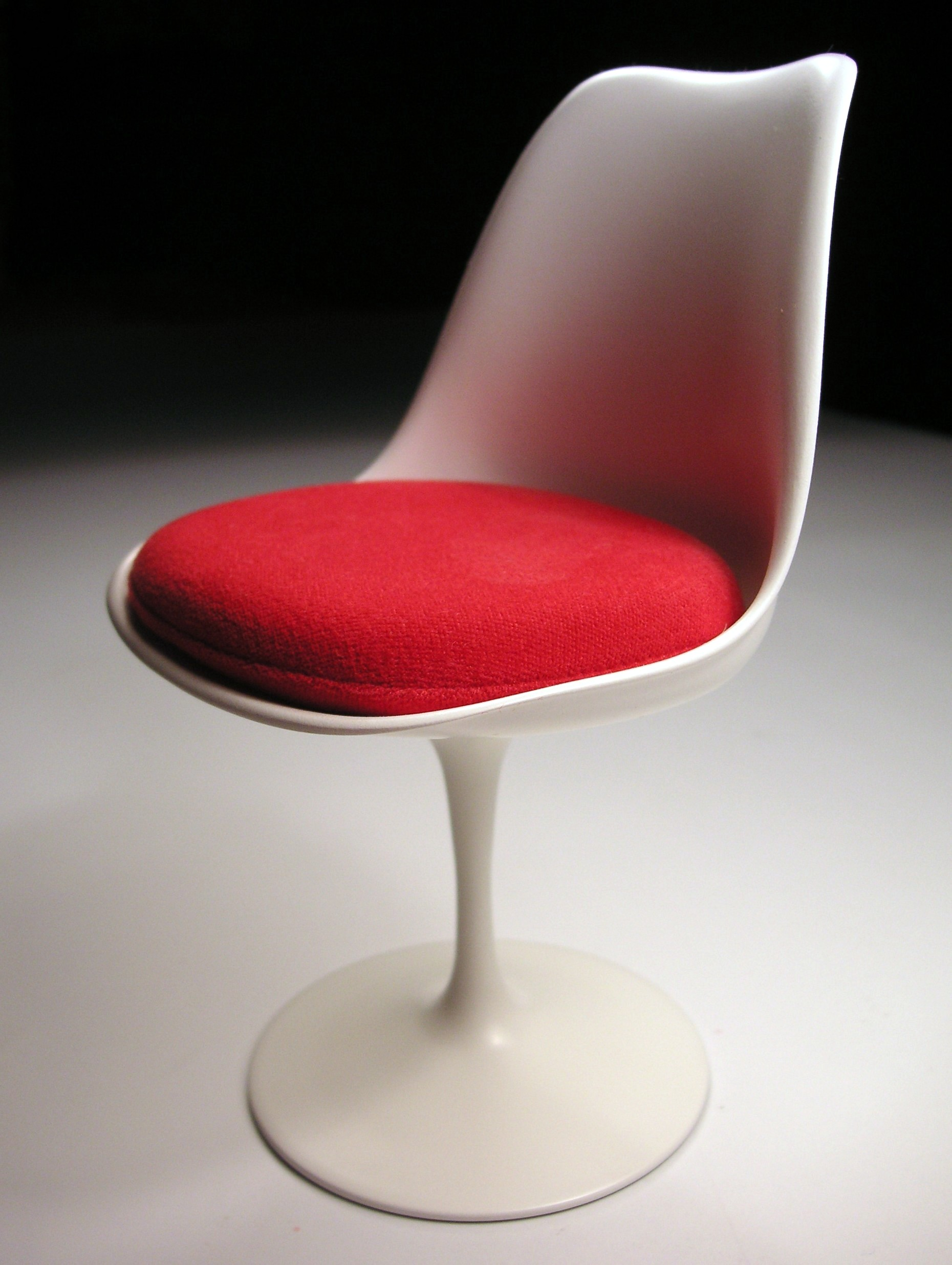
Tulip chair (Tulipán szék)
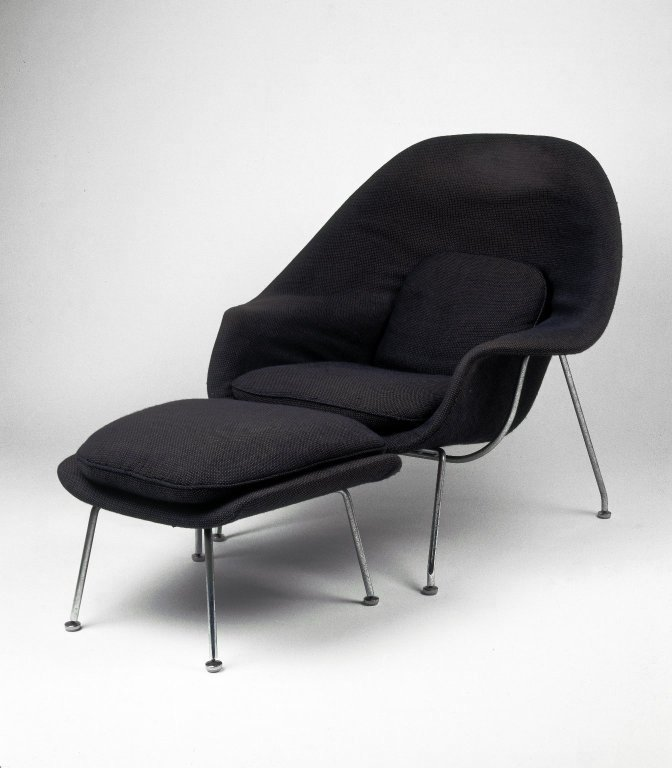
Womb Chair Model No. 70 (1947-1948)

## Fordítás
- Ez a szócikk részben vagy egészben  az   Eero Saarinen című angol Wikipédia-szócikk ezen változatának fordításán alapul.  Az eredeti cikk szerkesztőit annak laptörténete sorolja fel. Ez a jelzés csupán a megfogalmazás eredetét és a szerzői jogokat jelzi, nem szolgál a cikkben szereplő információk forrásmegjelöléseként.